# 英格堡·哈康斯多塔
英格堡·哈康斯多塔（挪威語：Ingebjørg Håkonsdatter，1301年—1361年6月17日），南曼蘭公爵夫人，挪威國王哈康五世的女兒。

## 家庭
1312年，英格堡和瑞典國王比爾耶爾的弟弟、南曼蘭公爵埃里克·馬格努松結婚，兩人共有1子1女：
1. 馬格努斯（1316年—1374年），挪威（七世）和瑞典（四世）國王
2. 歐菲米亞（1317年—1370年），梅克倫堡公爵夫人